# Karte na stol
Karte na stol (izdan 1936.) je roman "kraljice krimića" s Herculeom Poirotom.

## Radnja
Gospodin Shaitana skuplja burmutice, egipatske starine - i ubojice. Ne osuđene ubojice ("ti su neizbježno drugorazredni") nego ubojice koje policija nikada nije uhvatila niti zatvorila. Poziva Herculea Poirota da se "upozna" sa zbirkom. No, već prije kraja večeri sakupljač postaje žrtva svojih izložaka... .

## Ekranizacija
Ekraniziran je u desetoj sezoni (2006.) TV serije Poirot s Davidom Suchetom u glavnoj ulozi.

## Poveznice
- Karte na stol  Arhivirana inačica izvorne stranice od 14. srpnja 2014. (Wayback Machine) na Agatha-Christie.net, najvećoj domaćoj stranici obožavatelja Agathe Christie